# Surohatka, Șarhorod
Surohatka (în ucraineană Сурогатка) este un sat în comuna Hîbalivka din raionul Șarhorod, regiunea Vinnița, Ucraina.

## Demografie
Componența lingvistică a localității Surohatka
     Ucraineană (100%)
Conform recensământului din 2001, toată populația localității Surohatka era vorbitoare de ucraineană (100%).